# Scheerhaspel
Der Scheerhaspel (Schären) war ein deutsches Längenmaß in verschiedenen Orten Oldenburgs, wie Oythe, Goldenstedt und Visbek. Das Maß wurde zur Bemessung des gehaspelten Garnes für den Eigenbedarf verwendet. Beim Verkauf galt der Kaufhaspel.
- Goldenstedt, Visbek: 1 Scheerhaspel (Umfang 3 ½ Vechtaer Ellen) = 2,55 Meter
- Oythe: 1 Scheerhaspel (Umfang 3 11/16 Vechtaer Ellen)  = 2,1494 Meter

Einer der Vechtaer Kaufhaspel war kleiner und hatte 3 Vechtaer Ellen. 1 Stück rechnete man mit 20 Bind oder 1000 Umschläge.